# Ajip Rosidi
Ajip Rosidi (ur. 31 stycznia 1938 w Jatiwangi, zm. 29 lipca 2020 w Magelang) – indonezyjski pisarz, poeta, prozaik i tłumacz.

## Życiorys
Karierę pisarską rozpoczął we wczesnej młodości. Jako pisarz debiutował na łamach gazety „Indonesia Raya”. W wieku czternastu lat zaczął publikować swoje teksty na łamach czasopism: „Mimbar Indonesia”, „Siasat”, „Gelanggang”, „Keboedajaan Indonesia”.
W 2001 roku wydał publikację Ensiklopedi Kebudayaan Sunda, współtworzoną z szeregiem badaczy indonezyjskich.
W 1967 roku został zatrudniony na Universitas Padjadjaran. W latach 80. przebywał w Japonii. Był wykładowcą gościnnym na Osaka University of Foreign Studies. Piastował stanowisko profesora nadzwyczajnego na Kyoto Sangyo University, Tenri University i Osaka University of Foreign Studies.
Tłumaczył literaturę sundajską na język indonezyjski.

## Wybrana twórczość
- (1950) Pertemuan kembali[3]
- (1959) Ajip Rosidi membitjarakan tjerita pendek Indonesia[4]
- (1962) Purba Sari Aju Wangi; sebuah tjerita klasika Sunda[5]
- (1974) TIM: Taman Ismail Marzuki[6]
- (1986) Purba Sari Ayu Wangi (Lutung Kasarung)[7]
- (1993) Terkenang topeng Cirebon: pilihan sajak[8]
- (1998) Perjalanan penganten: sebuah kisah[9]
- (1999) Bahasa nusantara: suatu pemetaan awal: gambaran tentang bahasa-bahasa daerah di Indonesia[10]
- (2004) Kartika: looking back through life[11]
- (2006) Pantun anak ayam[12]
- (2006) Konferensi Internasional Budaya Sunda (KIBS): prosiding[13]
- (2008) Hidup tanpa ijazah: yang terekam dalam kenangan: otobiografi Ajip Rosidi[14]
- (2008) Candra Kirana: sebuah saduran atas cerita Panji[15]